# Conrado I de Auxerre
Conrado I de Auxerre  (nascido cerca de 800 - 22 de março entre 862 e 866), foi filho de Guelfo I de Altdorf (778 - 3 de setembro de 825), primeiro senhor da Baviera, e Edviges da Baviera (c. 775-833). Foi conde de Argengau, de Paris e Auxerre, e foi abade leigo da Abadia de São Germano de Auxerre e da Abadia de São Galo.

## Relações familiares
Filho de Guelfo I de Altdorf e de Edviges da Baviera, facto que o fazem irmão de:
1. Rudolfo (? - 866), conde de Ponthieu e de Sens, foi abade laico da Abadia de Jumièges e da Abadia de São Riquier.
2. Judite da Baviera (805-843), casada com o rei Luís I, o Piedoso.
3. Emma da Baviera (808 - 31 de janeiro de 827), casada com Luís o Germânico.

Do seu casamento com Adelaide de Tours também chamada de Adelaide da Alsácia (c. 805 - 866), filha de Hugo III de Tours (c. 780 - 20 de outubro de 837), conde de Sundgau e Tours, e de Eva de Auxerre (775 -?), teve:
1. Guelfo II de Argengau e Linzgau  (? - 3 de setembro de provavelmente 876) foi casado com Edviges. Deste casamento nasceu Etico I (C. 849 - morte a 4.07.907)
2. Hugo Abade dito "o Abade" (c. 830 - 886) foi abade da Abadia de São Germano de Auxerre, na Abadia de Noirmoutier, da Abadia de São Riquier, na Abadia de São Bertino e na Abadia de São Martinho de Tours e Arcebispo de Colónia entre 864 e 870.
3. Conrado II da Borgonha (c. 835 - c. 876), conde de Auxerre, Duque de Borgonha.
4. Judite de Nêustria casada com Udo de Nêustria
5. Emma Argóvia (c. 830 -?) casada com Roberto, o Forte (c. 820 - 15 de setembro de 866).